# سورس ۲
سورس ۲ (به انگلیسی: Source 2) یک موتور بازی ویدئویی است که توسط ولو به عنوان جانشین موتور سورس تولید شده است. این موتور در سال ۲۰۱۵ معرفی شد، اولین بازی که از موتور سورس ۲ استفاده کرد دوتا ۲ بود که در ۲۰۱۵ به سورس ۲ منتقل شد. از آن زمان، آرتی‌فکت، دوتا آندر لرد، نیمه‌عمر: الیکس، ددلاک و کانتر استرایک ۲ همه با این موتور ساخته شده‌اند.

## تاریخچه
برنامه جانشینی برای موتور سورس پس از انتشار نیمه‌عمر ۲: قسمت دوم در سال ۲۰۰۷ آغاز شد. اولین نسخه نمایشی فناوری موتور در سال ۲۰۱۰ با بازسازی نقشه لفت فور دد ۲ ساخته شد. تصاویر این آزمایش در اوایل سال ۲۰۱۴ به اینترنت درز کرد. در کنفرانس توسعه‌دهندگان بازی ۲۰۱۴، یک کارمند ولو به اسم Sergiy Migdalskiy، یک ابزار اشکال زدایی فیزیک سورس ۲ را نشان داد که در لفت فور دد ۲ استفاده شده بود. قبل از معرفی رسمی در کنفرانس توسعه دهندگان بازی سال ۲۰۱۵، سورس ۲ نخستین بار از طریق استیم ورک‌شاپ برای دوتا ۲ در ۲۰۱۴ در دسترس عموم قرار گرفت. در آنجا، ولو هدف خود را اجازه دادن به تولید محتوای مؤثرتر توصیف کرد. ولو همچنین اظهار داشت که از رابط گرافیکی ولکان پشتیبانی می‌کند و از یک موتور فیزیک جدید داخلی به نام Rubikon استفاده می‌کند که جایگزین ابزار شخص ثالث مانند هاوک می‌شود.
گیب نیوئل، رئیس ولو، گفت که این شرکت قبل از انتشار موتور و کیت توسعه نرم‌افزار آن، برای کسب اطمینان از وجود بالاترین کیفیت برای توسعه دهندگان، تولید بازی‌های خود با سورس ۲ را در اولویت قرار می‌دهند. او اضافه کرد که آنان قصد داشتند تا زمانی که بازی در استیم منتشر شود، آن را برای توسعه دهندگان اش رایگان کنند.
در ژوئن ۲۰۱۵، ولو اعلام کرد که تمام بازی دوتا ۲ طی روزرسانی به نام Dota 2 Reborn به سورس ۲ منتقل می‌شود. بروزرسانی Reborn برای اولین بار به عنوان به روزرسانی بتا در سپتامبر ۲۰۱۵ در دسترس عموم قرار گرفت و دوتا ۲ به عنوان اولین بازی استفاده‌کننده از موتور تبدیل شد. همچنین سورس ۲ برای آرتی‌فکت و دوتا آندر لرد استفاده شده و این موتور برای پشتیبانی از اندروید و آی‌اواس برای سیستم عامل دوم پورت شده است. همچنین این موتور از ایجاد بازی در واقعیت مجازی، استفاده در SteamVR Home پشتیبانی می‌کند. اولین بتا عمومی ابزار سورس ۲ که به‌طور خاص برای ایجاد محتوای سفارشی برای نیمه‌عمر: الیکس ساخته شده، در ماه مه سال ۲۰۲۰ منتشر شد.

## بازی‌ها
| سال  | بازی            | سازنده          | یادداشت(ها) |
| ---- | --------------- | --------------- | --- |
| ۲۰۱۵ | دوتا ۲          | ولو             | از سورس پورت شد، به‌طور اصلی در ۲۰۱۳ منتشر شد. |
| ۲۰۱۶ | ربات ریپر       | ولو             | دموی فنی همراه با آزمایشگاه |
| ۲۰۱۸ | آرتی‌فکت         | ولو             | |
| ۲۰۲۰ | دوتا آندرلوردز  | ولو             | در دسترسی زودهنگام در ۲۰۱۹ منتشر شد. |
| ۲۰۲۰ | هف‌لایف: الیکس   | ولو             | ساخته شده برای هدست‌های واقعیت مجازی |
| ۲۰۲۲ | اپرچر دسک جاب   | ولو             | دموی فنی ساخته شده برای استیم دک |
| ۲۰۲۳ | کانتر استرایک ۲ | ولو             | پورت از کانتر-استرایک: گلوبال آفنسیو (۲۰۱۲) |
| ن/م  | ددلاک           | ولو             | آزمایش بتا از سال ۲۰۲۴ در حال انجام است. |
| ن/م  | سندباکس         | استودیو فیس‌پانچ | - نوشته شده به صورت s&box، توسعه از آنریل انجین در سال ۲۰۲۰ تغییر کرد. - انتظار می‌رود که یک موتور بازی و پلتفرم برای توسعه دهندگان برای ساخت بازی‌های سورس ۲ باشد. |